# كوربن
كوربن (بالإنجليزية: Corbin, Kentucky)‏ هي مدينة تقع في مقاطعة ويتلي (كنتاكي), مقاطعة نوكس، كنتاكي, مقاطعة لوريل، كنتاكي بولاية كنتاكي في وسط جنوب شرق الولايات المتحدة. تبلغ مساحة هذه المدينة 20.6 (كم²)، وترتفع عن سطح البحر 329 م، بلغ عدد سكانها 7304 نسمة في عام 2010 حسب إحصاء مكتب تعداد الولايات المتحدة وتصل الكثافة السكانية فيها 355.3 نسمة/كم2.

## التركيبة السكانية
حدّد مكتب تعداد الولايات المتحدة بيانات التركيبة السكانية لكوربن في تعداد الولايات المتحدة. في ما يلي، التركيبة السكانية حسب تعدادي 2000 و2010.

### تعداد عام 2000
بلغ عدد سكان كوربن 7,742 نسمة بحسب تعداد عام 2000، وبلغ عدد الأسر 3,308 أسرة وعدد العائلات 2,067 عائلة مقيمة في المدينة. في حين سجلت الكثافة السكانية 376.6 نسمة لكل كيلومتر مربع (975.4/ميل2). وبلغ عدد الوحدات السكنية 3,704 وحدة بمتوسط كثافة قدره 180.2 لكل كيلومتر مربع (466.7/ميل2).
وتوزع التركيب العرقي للمدينة بنسبة 98.35% من البيض و0.08% من الأمريكيين الأفارقة و0.18% من الأمريكيين الأصليين و0.32% من الأمريكيين ذوي الأصول الآسيوية و0.01% من سكان جزر المحيط الهادئ و0.17% من الأعراق الأخرى و0.89% من عرقين مختلطين أو أكثر و0.79% من الهسبانيون أو اللاتينيون من أي عرق.
بلغ عدد الأسر 3,308 أسرة كانت نسبة 31.2% منها لديها أطفال تحت سن الثامنة عشر تعيش معهم، وبلغت نسبة الأزواج القاطنين مع بعضهم البعض 45.2% من أصل المجموع الكلي للأسر، ونسبة 14.1% من الأسر كان لديها معيلات من الإناث دون وجود شريك،  بينما كانت نسبة 3.2% من الأسر لديها معيلون من الذكور دون وجود شريكة وكانت نسبة 37.5% من غير العائلات. تألفت نسبة 34.9% من أصل جميع الأسر من عدة أفراد يعيشون في نفس المنزل ونسبة 17% كانت تتألف من شخص يعيش بمفرده يبلغ من العمر 65 عاماً أو أكثر. وبلغ متوسط حجم الأسرة المعيشية 2.25، أما متوسط حجم العائلات فبلغ 2.89.
بلغ العمر الوسطي للسكان 40.0 عاماً. وكانت نسبة 23.1% من القاطنين تحت سن الثامنة عشر، وكانت نسبة 8.7% بين الثامنة عشر والرابعة والعشرين عاماً، ونسبة 24.9% كانت واقعةً في الفئة العمرية ما بين الخامسة والعشرين والرابعة والأربعين عاماً، ونسبة 22.1% كانت ما بين الخامسة والأربعين والرابعة والستين، ونسبة 17.1% كانت ضمن فئة الخامسة والستين عاماً فما فوق. يوجد لكل 100 أنثى 83.7 ذكر، ويوجد لكل 100 أنثى في الثامنة عشر من عمرها فما فوق 77.7 ذكر.
بلغ متوسط دخل الأسرة في المدينة 22,203 دولارًا، أما متوسط دخل العائلة فبلغ 32,784 دولارًا. وكان متوسط دخل الذكور 27,323 دولارًا مقابل 17,568 دولارًا للإناث. وسجل دخل الفرد الخاص بالمدينة 14,200 دولارًا. وكانت نسبة 15.5% من العائلات ونسبة 21% من السكان تحت خط الفقر، وكان من هؤلاء نسبة 24.1% تحت سن الثامنة عشر ونسبة 16.4% في الخامسة والستين من العمر وما فوق.

### تعداد عام 2010
بلغ عدد سكان كوربن 7,304 نسمة بحسب تعداد عام 2010، وبلغ عدد الأسر 3,093 أسرة وعدد العائلات 1,903 عائلة مقيمة في المدينة. في حين سجلت الكثافة السكانية 355.3 نسمة لكل كيلومتر مربع (920.2/ميل2). وبلغ عدد الوحدات السكنية 3,507 وحدة بمتوسط كثافة قدره 170.6 لكل كيلومتر مربع (441.9/ميل2).
وتوزع التركيب العرقي للمدينة بنسبة 97.41% من البيض و0.26% من الأمريكيين الأفارقة و0.31% من الأمريكيين الأصليين و0.64% من الأمريكيين ذوي الأصول الآسيوية و0.26% من الأعراق الأخرى و1.11% من عرقين مختلطين أو أكثر و1.19% من الهسبانيون أو اللاتينيون من أي عرق.
بلغ عدد الأسر 3,093 أسرة كانت نسبة 29.8% منها لديها أطفال تحت سن الثامنة عشر تعيش معهم، وبلغت نسبة الأزواج القاطنين مع بعضهم البعض 41.3% من أصل المجموع الكلي للأسر، ونسبة 16% من الأسر كان لديها معيلات من الإناث دون وجود شريك،  بينما كانت نسبة 4.2% من الأسر لديها معيلون من الذكور دون وجود شريكة وكانت نسبة 38.5% من غير العائلات. تألفت نسبة 34.8% من أصل جميع الأسر من عدة أفراد يعيشون في نفس المنزل ونسبة 16.3% كانت تتألف من شخص يعيش بمفرده يبلغ من العمر 65 عاماً أو أكثر. وبلغ متوسط حجم الأسرة المعيشية 2.27، أما متوسط حجم العائلات فبلغ 2.91.
بلغ العمر الوسطي للسكان 41.6 عاماً. وكانت نسبة 22.5% من القاطنين تحت سن الثامنة عشر، وكانت نسبة 8.5% بين الثامنة عشر والرابعة والعشرين عاماً، ونسبة 22.9% كانت واقعةً في الفئة العمرية ما بين الخامسة والعشرين والرابعة والأربعين عاماً، ونسبة 25.3% كانت ما بين الخامسة والأربعين والرابعة والستين، ونسبة 20.8% كانت ضمن فئة الخامسة والستين عاماً فما فوق. وتوزع التركيب الجنسي للسكان بنسبة 44.5% ذكور و55.5% إناث.

## أعلام
- فرانك سيلفي
- جيري بيرد
- رودجر بيرد
- روي كيد
- إيفيلين بريان جونسون
- غلين فريمان

## وصلات خارجية
- City Website
- The US50 - Cities and Towns in Kentucky State